# Rhodope (weekdier)
Rhodope is een geslacht van slakken uit de  familie van de Rhodopidae.

## Soorten
De volgende soorten zijn bij het geslacht ingedeeld:
- Rhodope crucispiculata Salvini-Plawen, 1991
- Rhodope marcusi Salvini-Plawen, 1991
- Rhodope placozophagus Cuervo-González, 2017
- Rhodope roskoi Haszprunar & Hess, 2005
- Rhodope rousei Brenzinger, N. G. Wilson & Schrödl, 2011
- Rhodope transtrosa Salvini-Plawen, 1991
- Rhodope veranii Koelliker, 1847

### Synoniemen
- Rhodope veranyi => Rhodope veranii Koelliker, 1847